# 대한민국 반값 등록금 논란
대한민국 반값 등록금 논란 문서에서는 대한민국의 한나라당과 민주당이 내놓은 등록금 인하 당론과 관련하여 2012년 기준으로 정치권과 시민단체에서 진행 중인 논란을 다룬다.

## 배경
대한민국의 고등학교 졸업생 10명 중에서 8명이 대학을 들어가는 상황이며, 대한민국의 사립대 평균 등록금은 연간 768만 6000원으로 등록금 비용은 미국에 이어 세계 2위 수준이지만, 등록금 부담이 낮은 국공립대의 비율은 대한민국 18%와 비교해 미국은 70% 이상이 국공립대에 해당한다. 다른 선진국들도 마찬가지로 국공립대 비율이 프랑스 86%,독일 95%,이탈리아 93%에 해당해 사립대 위주의 대한민국과 크게 다르다. 또한 대한민국은 정부의 지원금액은 20%에 불과한데 비해 경제협력개발기구(OECD) 국가들은 의무교육이 아닌데도 고등교육비의 70%를 정부가 부담하고 있다. 결국 사실상 대한민국의 대학 등록금이 최고수준이라는 지적이 제기됐다.
상당수 대학생들은 등록금을 마련하기 위해 아르바이트를 하고 있었으며, 생체실험 마루타 아르바이트에 뛰어들거나, 여학생들은 유흥업소에 들어가는 경우도 적지 않았다. 일부 대학생들은 등록금을 내지 못해 휴학을 하거나 군대를 가기도 했다. 등록금 대출을 받은 후 이를 갚지 못해 연체된 사람들은 7만명이 넘었으며, 신용불량자가 된 사람들은 2만 5천명에 달해 사회적 문제로 번졌다. 특히 상대적으로 소득이 낮은 학생들이 진학한다는 전문대는 4년제 대학교들보다 등록금 인상률이 더 높은데다 98%가 사립대여서 문제는 더 심각했다.
물가상승률을 웃도는 등록금으로 인해 가구의 소비지출 가운데 고등교육비가 차지하는 비중도 2005년 4.4%에서 지난해 6.4%로 높아졌다. 특히 대학생 자녀를 둔 50대 가장의 가계지출 비중에서 대학교와 대학원 등록금 지출이 5년 새 80%가 늘었다. OECD는 보고서에서 "한국의 대학교육에 대한 공공부문 분담비율도 OECD 평균인 69%에 미달하며 대학교육비의 대부분을 가정이 부담한다"고 지적했다. 이러한 상황에서도 거액의 등록금을 받는 대학들은 무려 10조원이나 되는 현금을 적립금으로 쌓아놓고 있어 비판의 대상이 됐다. 이 금액들을 대학생들에게 장학금 등으로 사용하면 상당수 등록금을 낮출 수 있다는 지적이다. 과도한 등록금으로 인해 부의 대물림 문제가 발생한다는 지적도 제기됐다. 통계청 자료에 따르면 전문대졸 이상의 학력을 둔 가구는 월 소득이 평균 501만원인 데 반해 고졸은 347만원, 중졸이하는 250만원으로 학력에 따른 소득격차가 확연했다.
등록금 인하를 위한 정부와 정치권의 노력은 있어왔다. 1978년 당시 문교부는 매년 29%씩 오르는 사립대 등록금을 절반 이상 깎아 국립대 수준으로 조정하고, 부족분은 국고지원으로 충당한다는 계획을 검토한바 있으나, 과도한 재정지원 문제로 인해 무산된바 있다. 1989년 사립대 등록금 완전자율화 조치가 취해지면서 대학이 등록금을 마음대로 책정할 수 있는 길이 열렸다. 특히 등록금 인상률은 노태우 정부 들어 두 자릿수로 뛰기 시작했다. 김대중 정부 말기인 2002년엔 국·공립대도 등록금 자율화 대상이 됐다. 1996년 김영삼 정부가 대학 설립 기준을 크게 완화하면서 10년간 80여개 대학이 들어섰다. 결국 한나라당도 2007년 대선 공약으로 반값 등록금을 추진한바 있다.
이명박 정부의 등록금 부담 완화 정책으로는 '등록금 후불제'가 있다. 그러나 일부 대학생 단체에서는 "이명박의 주요공약 중 하나인 반값 등록금이 조용히 없어지고 있다"며 대안으로 추진 중인 등록금 후불제에 대해서 전면적으로 반대하고 있다. 18대 국회에서는 민주당이 무상복지정책의 일환으로 반값 등록금 정책을 내놓았다. 하지만 민주당의 반값 등록금에 대해서 회의적인 입장을 보이던 한나라당은 황우여가 원내대표에 당선된 이후로 정책을 급선회하여 등록금 인하에 대한 적극적인 논의를 하기 시작했다.

## 정부의 조치
대학의 부실 재정문제와 적립금, 과도한 등록금 책정 문제가 불거지자 감사원은 8월부터 역대 최대 인원인 200여명을 투입하여 전면 감사에 착수하기로 했다. 감사원은 "사학에 대한 실질 지도·감독 권한을 가진 교육과학기술부와 합동으로 하되, 민간 전문가도 참여시킬 것"이라며 "등록금 산정이나 지출이 제대로 되고 있는지 집중적으로 점검할 계획"이라고 말했다. 2011년 7월 이루어진 예비 조사에서 감사원은 사립대에 대해 “불필요한 지출 예산을 줄이고, 등록금 이외의 수입원을 늘리면 현재 등록금 881만원의 32.4% 286만원을 줄일 수 있다”고 통보했다.
정운찬 동반성장위원장은 "우리나라에는 대학교가 너무 많아 모든 대학생에게 반값 등록금 혜택을 주기는 어렵다"라며 "정부가 등록금을 지원하기 전에 대학의 구조조정이 선행되어야 한다"고 말했다. 이와 동시에 공정거래위원회는 대학간의 등록금 담합에 대해서 조사에 착수했다.
대학 구조조정이 필요하다는 인식 하에 정부는 6월 15일 하위 15% 국공립대의 정원을 줄이겠다는 방침을 밝혔고 국공립대 정원 감축 비율(15%)을 사립대에도 동일하게 적용할 경우 국공립 5곳에 사립 50곳 등 전국적으로 55곳정도의 대학이 구조조정이 된다면 기존에 구조조정이 진행되고 있는 13개 대학 등을 합해 70곳 안팎이 퇴출 또는 통폐합될 것이라는 전망이다.
교과부는 신입생에 대한 정부 지원 학자금 대출 제한을 통해 학생 수를 조절,부실 사립대의 퇴출을 유도할 계획이다. 학자금대출 제한대학을 현행 23개에서 2011년까지 50개로 늘릴 계획이지만, 지켜지지 않는 경우가 많아 문제로 지적되기도 했다. 교육부가 퇴출 대상에 올린 경영 부실 대학 13곳을 보면 모자란 정원을 부풀리기 위해 교직원과 자퇴생을 신입생으로 둔갑시키거나 학교는 빚더미에 앉았는데도 신입생의 99%까지 장학금을 남발한 곳도 있고 지원만 하면 붙여주는 대학도 있다. 2011년 기준으로 부실대학은 4년제 대학 세 곳 가운데 한 곳 꼴로, 모두 77곳이 정원 미달로 운영난을 겪고 있으며 이런 대학들 투입되는 국고 보조금은 연간 1천3백억원이나 된다.
또한 정부는 대학생들의 등록금 대출 기준을 완화하고 군복무시 대출 이자를 면제해주는 등 제도를 개선하기로 했다. 그러나 대학교 등록금을 위해 대출을 받았다가 신용불량자가 된 사례가 많았기 때문에 대학생들의 반응은 시큰둥했다. 이명박 대통령이 "등록금 반값은 불가능"이라고 말한 적이 있었기 때문에 대출기준과 장학금 제도 개선으로 끝나는 것 아니냐는 우려도 제기됐다. 취업후 상환제로 대출을 받아 취업 후 안정적인 생활을 하려면 입사후 연봉이 3800만원은 되어야 한다는 조사결과가 나온바 있으며, 2008년 대졸 신입직 구직자를 대상으로 실시한 설문조사에서는 66.5%가 학자금 대출로 인한 채무가 있는 것으로 드러나기도 했다.
민주당은 이명박 대통령의 등록금 반값 공약을 대국민 사기극으로 규정하고 규탄하였다. 2010년 12월 8일에 한나라당은 단독으로 통과시킨 2011년 예산안에서 장학금과 등록금 지원을 대폭 삭감하여 비판을 받았다. 2011년 6월 17일 이명박 대통령은 "어떻게 반값이 되느냐. 안 된다고 알면 교육부 장관이 할 역할은 이 기회에 새로운 대학의 질서를 다시 만들고, 대학교수들도 새로운 자세로 할 계기를 만들어줘야 한다"라며 반값 등록금이 불가능함을 공식적으로 언급했다. 이명박 대통령과 청와대는 한나라당이 추진하는 반값 등록금 정책보다 더 보수적인 입장을 유지하며 한나라당의 반값 등록금 정책과 대립하였다. 당·정이 4대강 사업에 20조원 이상의 예산은 선뜻 투입하면서, 재원 문제를 들면서 반값 등록금 정책에 적극적이지 않은 것은 받아들이기 어렵다는 지적도 있다. 김황식 국무총리는 "등록금 문제는 단순히 서민생활 부담을 줄이는 차원에서 접근하기보다는 높은 대학진학률과 부실 대학 구조조정, 정부 재정 여력 등을 종합적으로 고려해서 설계할 문제"라고 말했다.
일부 지자체에서 등록금 문제 해결을 위한 자구노력이 시행되기도 했다. 최문순 강원도지사는 "2014년부터 강원도립대학을 ‘등록금 없는 대학’으로 만들겠다"며 이를 위해 현재 지원되고 있는 연간 65억원 외에 25억원 정도만 더 확보하면 된다고 말했다. 하지만 강원도의 열악한 재정 여건과 강원도립대 등록금이 다른 대학에 비해 상대적으로 저렴한 것을 감안할 때 '등록금 감면은 포퓰리즘이 아니냐'는 지적이 있다. 이에 대해 최문순은 '포퓰리즘이 아닌 실현 가능한 일인 만큼 정치적으로 해석하지 말아 달라'고 반박했다. 또한 서울 서초구는 셋째 자녀부터 대학 등록금을 최대 1천만원 지원하기로 했다.
반값 등록금 여론과 관련된 정부의 조치 중 일부는 논란을 빚기도 했다. 싸이월드는 2011년 초부터 회원들이 소원을 신청하면 이를 실현해주는 '드림캠페인'을 진행해오고 있었다. 마침 반값 등록금 문제가 이슈로 떠오르면서, 이 캠페인에서 '등록금 인하'가 회원들의 소원 1위를 차지했다. 그래서 싸이월드의 운영사인 SK커뮤니케이션 측은 이 소원을 어떻게 이루어 줄 지 방법을 찾고 있었는데, 정부 측에서 이벤트 진행 중단을 요청했다는 것이다.
2011년 9월 교육과학기술부가 재정지원과 학자금대출 제한 대학 43곳을 발표했다. 이들 대학 신입생들은 앞으로 학자금 대출과 등록금 지원을 받을 수 없다.
정부가 등록금 인하에 노력을 기울여왔음에도 불구하고 영향력은 미미했다. 정부는 2012년도 대학 등록금의 부담을 줄이기 위해 1조 5000억원을 장학금으로 지급하기로 했다. 또 대학이 등록금을 인하하거나 동결하는 방식으로 7500억원 규모의 자구노력을 하도록 인센티브 방식으로 유도하기로 해 실질적인 고지서상 등록금은 5% 인하됐다. 한국일보는 "정부 뜻대로 대학들이 7500억원 규모의 자구노력을 한다고 해도 낮아지는 명목 등록금 수준은 1인당 38만원 정도에 불과하다. 게다가 장기적인 등록금 인하계획 부재, 불명확한 예산 확보 방안, 사립대학의 등록금 동결 및 인하를 강제할 장치가 없다는 점 등도 문제로 지적되고 있다”고 보도했다.
2013년 정부는 국가장학금에 2012년보다 1조원의 예산을 더 늘려 2조 7750억원의 국가장학금 예산을 편성했다. 또, 지난해와 마찬가지로 국가장학금 2유형을 통해 대학이 등록금을 인하하거나 동결하도록 유도했다. 이에 대해 교육부는 "국가장학금 2조7750억원에 각 대학의 자체 노력이 더해지면 대학생들의 등록금 부담경감은 더욱 커질 것으로 예상된다"고 밝혔다.
2013년 3월 교육부는 박근혜 대통령에게 보고한 국정과제 업무보고에서 '소득연계 맞춤형 반값등록금'을 2014년부터 시행할 계획이라고 보고했다.

교육부는 "소득연계 맞춤형 반값등록금은 대학의 명목 등록금을 절반으로 줄이는 것이 아니라 국가장학금 도입 이전인 2011년 등록금 총액 14조원 대비 정부재원 및 교내외장학금을 7조원 정도로 확충함으로써 등록금 부담을 절반수준으로 경감하는 정책이다“라며, "경제적 여건이 어려운 학생도 능력과 의지가 있으면 대학교육 기회를 가질 수 있도록, 소득연계 맞춤형 반값등록금 시행에 만전을 기하겠다"고 설명했다.

## 각계 입장과 조치
등록금을 어떤식으로든 인하해야 한다는 입장에는 견해가 일치하지만, 세부 정책에서는 이견이 있다. 대표적으로 기여입학제(기부입학제)가 있다. 한나라당이 '기여입학제' 도입을 주장하기도 하였으나, 여론의 반대가 많아 정식 당론으로 채택하지는 않고 있다. 기여입학제의 찬성론자들은 입학생 한 명의 거액 기부로 인해 저소득층 학생들 다수가 혜택을 볼 수 있다는 주장이다. 하지만 기여입학제 반대론자들은 기여입학제를 도입하더라도 혜택을 받는 대학은 일부 상위권 대학들 뿐이므로 대학간의 빈부격차가 발생한다는 문제, 그리고 부유층이 명문대에 진학함으로 인해 학력의 대물림 등의 문제가 있다며 반대한다. 기여입학제 찬성론자들이 말하는 미국의 경우도 오래전에 기부한 독지가나 동문들의 자녀에게 가산점을 주는 것이지 수십억원의 돈을 내면 그 자녀를 바로 입학시켜주는 게 아니라는 주장이다.
현재도 대학들이 거액의 적립금을 쌓아놓고 있는 상황에서 거액의 기부를 받고 입학시킨다고 해도 장학사업에 고스란히 쓰일지 의문점도 제기된다. 김황식 국무총리는 "국민이 납득할 수 있는 원칙과 기준을 세워 기부금이 가난하고 능력 있는 학생들을 위해 100% 쓰여진다면 생각해 볼 여지가 있다"라며 기여입학제에 대해 긍정적인 답변을 한바 있으나, 민주당은 기여입학제에 반대하는 입장이이며, 한나라당 일부에서도 반대 입장이 있다. 여야가 모두 등록금 인하 정책을 내놓았으나 2012년 선거를 의식해 지나치게 정치적으로 접근한 점, 충분한 토론 없이 설익은 정책들을 내놓은 점 등은 비판의 대상이 됐다.
6월 16일 국회 교육과학기술위원회는 대학 등록금을 학교 적립금으로 전환하는 것을 제한하는 방안을 6월 임시국회에서 법제화하기로 합의했다. 개정안은 대학들이 남은 등록금을 적립금으로 쌓아둘 경우, 교육 시설의 보전 등을 위해 필요한 비용으로만 적립하고 다른 용도로는 적립할 수 없도록 했다.

### 한나라당
2006년 지방선거 이후 한나라당은 저소득층과 이공계 학생을 대상으로 등록금을 인하하고 학자금 이자를 인하하는 공약으로 내세우고 추진하기 시작했다. 당시 한나라당은 "지방선거 주요 공약으로 국.공립 대학의 등록금을 반값으로 내리는 정책을 발표할 것"이라며 "재정 운영에 문제가 없도록 기여입학제를 포함한 기금 마련 방안도 함께 도입될 것"이라고 말했었다. 하지만 정책이 폐기된 이후 한나라당과 이명박에 대한 많은 비판이 있어왔다. 2006년 이주호 당시 한나라당 제4정책조정위원장(현 교육과학기술부 장관)은 "정부가 4조원에 가까운 돈을 대학당국에 지원하고, 10만원 이하 기부금을 내면 세금을 공제해주는 등의 방안으로 대학 등록금 부담을 반으로 줄일 수 있다"고 말했으며, 이어진 대선에서도 이주영 당시 정책위의장은 "반값 등록금을 통해 사교육비를 절반으로 줄이겠다"라고 말한적이 있기 때문이다.
2007년 1월 4일, 한나라당은 지난 지방선거의 공약이었던 반값등록금 법안을 임시국회에서 통과시킬 것을 발표하였다. 법안의 내용은 실제 등록금을 절반으로 줄이는 것이 아니라 장학금 제도를 크게 확대하여 대학 등록금의 부담을 반으로 줄인다는 내용이었다.
그러나 황우여가 원내대표로 당선된 이후인 2011년 5월 22일, 한나라당은 소득 중하위층 자녀의 대학 등록금의 전액 또는 절반 정도를 국가 예산으로 지원하는 '무상·반값 등록금' 제도를 추진하기로 했다. 본격적인 토론이 이루어진 이후인 6월에는 매년 등록금을 10%씩 인하하여 궁극적으로 등록금을 350만원까지 낮추는 방안과 함께 저소득층을 대상으로 한 국가장학금 확대 등의 방안을 검토하고 있다. 또 학자금 융자 대상을 넓히고 제한 요건과 이자는 대폭 낮출 방침이다. 한나라당은 반값등록금 시행에는 2조5000억원정도의 예산이 들어갈 것으로 추정했다. 황우여는 2011년 6월 8일 원내교섭단체 대표 연설에서 "국내총생산(GDP) 대비 교육재정을 0.6%에서 OECD 평균인 1.2%로, 교육예산 중 고등교육 배분비율도 12%에서 20%까지 확대해야 한다"라면서 등록금 재정 지원 규모를 명시했다.
이같은 재정문제에 대해 한나라당은 부자감세 철회를 통해 재원을 마련하는 방안을 추진하고 있으나 정부의 반대로 당정간 갈등이 빚어지고 있으며 한나라당 내부에서도 의견차이로 분쟁이 발생하고 있다. 박재완 기획재정부 장관은 "세율 자체는 국제적 조세경쟁에 직면해 있어서 인근 경쟁국처럼 낮추되, 세입 기반을 확대하는 노력이 필요하다"라며 한나라당의 감세 철회에 대해 반대 입장을 밝혔다. 박재완은 또한 "정부 재정으로 반값으로 만들어드리는 건 불가능하다. 복지 포퓰리즘이 굉장히 재정건전성을 위협할 수 있기에 재정 주무 부처로서 단호히 경계하자는 취지로 이해하면 된다"라며 재정 투입에 대해 회의적인 반응을 보였다.
그러나 박근혜는 "지금 당장 등록금 때문에 어렵고 고통이 커 등록금 부담을 덜어주는 노력이 반드시 있어야 한다"라며 등록금 인하 논의가 불가피함을 이야기했다. 한나라당 구류 의원들도 한나라당의 정책 선회와, 복지정책에 대해 비판을 제기했다. 정몽준은 "일부 후보는 한나라당 전대 후보인지, 야당 전대에 나온 후보인지 구별하기 힘들 정도"라고 비판했고, 장제원 의원은 트위터에서 “짝퉁 좌파, 보수 기본가치도 헌신짝처럼 버리는 무철학, 표 앞에서 신들려 춤추는 사이비 좌파 후보는 중도보수 가치를 소중히 여기는 21만 당원들이 반드시 퇴출시킬 것"이라고 전당대회에 앞서 등록금 정책을 내놓은 한나라당 의원들을 비판했다. 한나라당 정의화 비상대책위원장도 (황우여 원내대표가) 반값등록금이라는 화두를 던져 기대감을 키우는 바람에 이번 사태를 자초했다는 비판에서 자유롭지 못하다"라고 비판했다. 그러나 한나라당이 '좌클릭'을 하고 있다는 비판에 대해서 남경필 의원은 "색깔로만 세상을 보는 분들은 그렇게 (좌클릭이라고) 볼 수 있다"고 반박했고, 유승민 의원은 "사회의 약자들에게 도움의 손길을 주자는 걸 좌파라 하는 건 전혀 동의할 수 없다"고 말했다.
한나라당은 최초 소득별로 장학금을 차등지급하고, 학점 상한선(B학점)을 지정할 예정이었으나, 대학생과 일부 야당은 2011년 카이스트에서 학점별 등록금 납부 관련해 학점이 미달된 대학생들이 연쇄적으로 자살하는 일이 벌어진 것을 예로 들며 한나라당의 학점 상한선에 따른 등록금 인하는 받아들일 수 없다는 입장을 밝히고 있으며 대학생들은 '조건 없는 반값 등록금이 시행되어야 한다'는 입장을 고수하고 있다. 반발이 일자 한나라당은 B학점 상한선과, 하위 50% 지원 정책 폐기를 공식화했다.
그러던 중 6월 24일 한나라당 지도부는 3년간 재정 6조8천억원, 대학장학금 1조5천억원을 투입하여 등록금을 최대 30% 이상 인하하는 방안을 내놓았다. 재정투입금 중 1조3천억원은 고지서상의 등록금(명목등록금)을 10% 낮추는데 쓰이고 2천억원은 차상위계층 장학금 지원, 학자금, 이자부담 완화 등에 사용될 예정이다. 이렇게 될 경우 등록금이 700만원 학교는 3년 뒤엔 490만원으로 낮아지게 된다. 그러나 기획재정부는 아직 협의가 되지 않았다며 경계하는 모습을 보였다. 이에 대해 전국등록금네트워크는 "부자 감세에 90조원, 4대강 사업에 23조원씩 쓸 예산은 있어도 등록금에 쓸 5조~6조원은 못 내놓겠다는 것이냐"며 정부를 비판했다. 단순 계산상 현재 대학 등록금을 재정지원을 통해 반값으로 할 경우 연간 7조원의 재원이 드는데 이는 대한민국의 1년 예산의 2.2%정도로 의지만 있다면 불가능하지 않다는 분석이다.
한편 이와 별개로 한나라당과 정부는 합의를 통해 2조를 투입하기로 했다. 2조 원 중 국가 재정 1조 5천억 원, 대학부담금은 5천억 원이며 향후 2년 동안 등록금을 동결하는 대학에 한해서만 재정을 투입해 고지서상의 등록금을 10% 낮출 계획이다. 또한 저소득층 자녀 장학금 지원을 위해 5천억 원을 새로 조성하고, 정부는 3천억 원을 추가 조성해 소득하위 20%에 대해 장학금을 80%까지 지원할 계획을 내놓았다.
한나라당 일부에서는 반값 등록금 정책을 추진하는 것에 대한 반대의 목소리도 있다. 재산이 58억원에 달하는 오세훈 前서울시장도 "두 딸의 대학등록금 때문에 허리가 휘는 줄 알았지만 반값등록금은 해결책이 아니다"라고 말한바 있으며 한나라당 이한구 의원도 "반값이라고 하는 것 자체가 포퓰리즘적인 냄새가 많이 나잖아"라며 경계했다.
한편 2011년 7월 6일 당대표로 선출된 홍준표 의원은 7일 YTN과 MBC 라디오에서 "등록금 장사만 하는 곳에 세금을 투입하는 것은 안 된다"면서 "등록금의 일률적 완화는 바른 정책이 아니"라고 강조했다. 즉, 대학 구조조정과 맞물려야 한다는 것이다. 그러던중 7월 21일 한나라당은 당초 일괄적으로 등록금을 낮추는 방안에서 하위70%에 해당되는 사람들에 한해서 소득이 낮을수록 차등 지원하는 방안으로 입장을 바꿨다. 내부 갈등이 남아있어 한나라당의 입장은 계속 바뀌고 있다.

### 민주당
열린우리당은 한나라당의 정책에 맞서 국가가 국채 발행을 통해 등록금을 우선 납부하면 해당 대학생은 졸업 후 취업을 한 시점부터 소득 수준에 맞춰 등록금 원금을 갚도록 하는 先무상교육 제도를 제안했다. 17대 대선 이후에는 하위 계층에 한해 50% 인하하는 방안을 추진했으나, 6월 초부터 이 방침을 선회하여 중산층까지 등록금을 낮추기로 했다. 이후 민주당은 다시 입장을 바꿔 당장 2012년 1학기부터 등록금 고지서상 반값 등록금이 되는 정책을 당론으로 채택하고 이를 위해 매년 5조 7천억원을 투입해야 한다고 주장하고 있다. 민주당 김진표 원내대표는 국회 교섭단체 대표 연설에서 "등록금 문제는 이제 한시도 미룰 수 없는 절박한 민생현안이다"며 "국회에서 반값등록금을 확실하게 해결해야 한다"라고 역설했다.
민주당이 2011년 1월 채택한 당론에서 등록금에 관한 내용으로 '저소득층 장학금과 지방국립대생 장학금 등 국가가 지급하는 장학금을 대폭 늘리고, 취업후 등록금 상환제(ICL)의 금리를 현행 5% 수준에서 3%대로 낮추는 것'이 있다. 또한 등록금의 과도한 인상을 막기 위해 등록금 인상 폭을 물가상승률 이내로 제한하는 내용도 포함돼 있다. 이를 위해 민주당은 대학생 반값등록금 실현을 위해 가장 먼저 국가장학금을 대폭 확대하자고 했다. 정동영은 나아가 "등록금은 단순히 등록금이 아니라 양극화를 벌리는 주범"이라며 "우선 1차적으로 6월 국회에서 추경편성을 통해 급한 불을 끄고, 우리가 집권한 뒤에 등록금 폐지방향으로 이행해야 한다"라고 말했다.
민주당은 사학에도 문제가 많다는데 인식을 같이 하고 사학법 개정을 논의했다. 손학규는 "사학이 전적으로 등록금에 의존하고 그것도 모자라 등록금을 학교적립금으로 전향하고, 재단 지원에 대해서는 책임을 지지 않는 이런 사태에 대해 적극적 대책을 강구해야 한다"라고 지적했다. 정대화 상지대 교수는 "등록금 폭탄의 주범이 사학의 비민주적 운영구조라는 점을 감안한다면 사학 비리 척결 없는 반값 등록금은 깨진 독에 물붓기"라며 "게다가 이명박 정부는 과거 비리로 쫓겨났던 사학비리의 주범들을 대학에 속속 복귀시키고 있다"고 지적했다. 2007년 개정된 사학법은 이사회 정수 4분의 1을 개방이사로 채우도록 하고 있지만, 현재 12개 대학이 이를 지키지 않고 있다.
사학법 개정의 핵심으로는 그동안 사학재단 비리의 근원이 되었던 사학분쟁조정위원회를 폐지해야 한다는 주장이다. 노무현 정부도 사학법 개정을 시도했으나, 한나라당의 반대로 주요 쟁점 법안이 삭제·개정되어 통과된바 있다. 민주당 손학규 대표는 등록금 문제를 포함한 현안을 논의하기 위해 청와대에서 이명박과 회담을 추진하기로 했다.

### 대학
대학들은 반값 등록금 관련 논의가 정치권을 중심으로 이루어지고 있는 것에 대해서 경계했다. 한국대학교육협의회는 "등록금 문제는 대학의 자율에 맡겨야 하며, 부담완화를 위해서는 정부의 대학 재정지원이 우선돼야 한다"고 주장했다. 6월 5일 대교협은 등록금 대책 태스크포스를 구성하여 등록금 논의를 본격적으로 시작했다. 대교협은 주요 쟁점으로 '등록금 부담 완화를 위한 대학적립금의 적극적 활용' ,학생 장학금 확충' ,'기부금 모집 노력 강화', '대학의 재정 효율화 및 투명성 강화를 통한 대학 운영의 부실요소 제거 방안' 등을 논의할 예정이다. 대학 총장들은 모임을 갖고 정치권에서 이루어지고 있는 대책과, 비판에 대해서 반박했다. 가장 대표적으로 적립금 문제에 대해 한 대학 총장은 "특정 목적에 쓰기 위해 적립금을 적립했는데 등록금 인하를 위해 전출한다면 새로운 첨단 건축 등에 써야 할 돈이 없어진다. 적립금을 등록금 인하에 쓰는 것은 문제가 있다"라고 말했다. 다른 대학 총장은 "능력은 있는데 돈이 없어 대학에 못 가는 학생들을 반값 등록금이 해결해주는 대책이 되어야지 능력 없는 사람도 모두 대학에 가게 하는 것이 과연 맞는가."라고 지적하기도 했다.
논란이 불거지자 한국사립대학교총장협의회는 정부의 지원을 조건으로 10~15%정도 인하할 수 있다며 한발 물러섰다. 박철 한국사립대학교총장협의회 회장은 "정부의 재정 지원 없이 등록금 부담을 줄이는 것에 대해선 모든 총장이 불가능하다고 생각한다"라며 재정지원이 불가피함을 주장했다. 일부 대학교의 자구노력도 시행됐다. 서울대학교는 소득하위 50%계층(2천여명)에게 전액무료 장학금을 지급하는 방안을 추진하기로 했다. 논란이 불거진 후 홍익대는 저소득층을 위해 예산 50억 원을 배정했고, 연세대는 장학금 비율을 대폭 올리겠다고 발표했다. 고려대는 가정 형편이 어려운 학생들을 위한 장학금의 예산을 10억 원 정도 늘렸고, 명지대도 가계 곤란 장학금의 예산과 수혜 비율을 조금씩 꾸준히 늘려간다는 방침을 세웠다. 국민대와 명지대, 상명대, 성신여대도 장학금 수혜범위를 넓히기 위한 검토 작업에 착수했다. 그러나 이것으로는 부족하며 대교협 수준의 조치가 있어야 한다는 지적이다.
대학들에 대한 비난도 있다. 대표적으로 적립금이 10조원에 달한다는 점이 있다. 이같은 문제를 해결하고 재단 이사회의 투명성 제고를 위해 2007년 개방형 이사제가 도입됐지만 개방형 이사를 한 명도 뽑지 않은 대학이 고려대·이화여대·연세대 등 15곳에 달했다. 또한 2005~2009년 교과부 감사 결과 적발된 대학 당국의 횡령 또는 유용액은 2765억원에 달했다. 또한 2005년부터 5년간 전국 대학의 경영 현황을 분석한 결과 4년제 사립대 11곳이 등록금을 다 쓰지 않고 남겨 두거나 다른 용도로 사용한 것으로 드러났다. 이처럼 거액의 적립금을 쌓아놓고 거액의 횡령을 해놓고 재정운영을 잘못 운영한것에 대해 반성하지도 않고 정부의 지원만 요구하는 모습이나 태도는 비난을 받았다.

## 분석
대학 등록금 인상 문제는 사립대 등록금 통제정책이 완화된 1970년대로 거슬러 올라간다. 하지만 이로 인해 사립대의 등록금을 크게 인상시켜 등록금 인상률이 물가상승률을 상회하는 결과를 빚으며 학생 및 학부모들의 부담을 가중시키는 결과를 초래했다.
대학들이 등록금 인상에 주력했던 이유는 바로 재정난 때문으로, 정부는 1965년 등록금 통제정책 완화, 1974년 학교 법인의 학교 경영 재산 기준령을 제정, 조세감면법을 개정해 사립학교의 법인세, 소득세, 재산 재평가세의 면세 등 사학재정 지원책을 마련했지만, 대학들은 정부의 확실한 재정 정책 부재, 미미한 재단전입금 등으로 재정의 85%를 학생 등록금에 의존해 등록금 인상은 불가피했다. 이는 당시 국립대가 등록금 의존율 25%를 보인 것과는 매우 대조적인 것이다.
이를 위해 1970년 2월 3일 문교부가 전기 사립대 등록금을 신입생 40~50%, 재학생은 20~25% 인상한 것을 시작으로 1972년 1월 24일 연세대, 이화여대 등은 공납금을 17% 인상했으며, 1974년 1월 23일 문교부는 20% 등록금 인상을 발표했다. 당시 문교부 자료와 한국통계연감에 따르면, 이 결과로 1972년의 경우, 등록금이 평균 20%정도 인상했으나, 물가 상승률은 11.7%로 나타나 등록금 인상률이 물가상승률을 상회하기도 했다. 게다가 전두환 정권 때는 연평균 9.39% 상승하였다.
교육과학기술부 자료에 따르면, 1980년대 초반까지 연간 100만원을 밑돌던 사립대 등록금은 1989년을 노태우 정부 시절 사립대 등록금 자율화 조치가 내려진 해를 기점으로 급등하기 시작해 1995년 323만원까지 치솟았다. 연도별로 보면 1990년 12.7%, 1991년 15.1%, 1992년 14.4%, 1993년 16.8%, 1994년 13.6%, 1995년 13.8%, 1996년 14.7% 등 7년 연속 10% 이상 인상되어 짧은기간동안 가장 많이 올랐다. 김대중 정부 이후로는 인상률이 한자릿수로 줄어들긴 했으나, 물가상승률을 웃도는 수준으로 꾸준히 인상됐다. 2001년부터 2011년까지 10년간 국립대의 누적 등록금 인상률은 70.3%로 이 기간 누적 물가상승률 37.2%를 웃돌았다. 이를 근거로 일부 보수단체들은 “김대중-노무현 정권 하에서 연 7%를 상회하는 인상률로 지금 대학 등록금은 가히 살인적”이라는 주장을 하기도 한다. 이명박 정부 들어서는 국제적인 금융위기가 오면서 대학들이 자발적인 등록금 동결을 하면서 연 3%미만의 등록금 인상율을 보여주었고, 이제 소위 ‘반값 등록금’을 논의하고 있다"고 주장했다.
| 연도                   | 2000 | 2001 | 2002 | 2003 | 2004 | 2005 | 2006 | 2007 | 2008 | 2009 | 2010 | 2011 |
| ---------------------- | ---- | ---- | ---- | ---- | ---- | ---- | ---- | ---- | ---- | ---- | ---- | ---- |
| 국립대 등록금인상률(%) | 6.7  | 4.9  | 7.4  | 7.4  | 9.4  | 7.3  | 10.0 | 9.7  | 8.6  | 0.6  | 4.6  | 0.4  |
| 사립대 등록금인상률(%) | 9.6  | 5.9  | 6.9  | 6.7  | 5.9  | 5.1  | 6.7  | 6.5  | 6.7  | 0.5  | 1.6  | 2.3  |

### 언론의 분석
언론들은 다른 선진국들과 비교해 문제의 심각성을 지적했다. 영국을 제외한 대부분의 유럽 국가들은 대학 등록금이 아예 없거나 있다 해도 우리나라 돈으로 수십만원 수준에 불과하다는 것이다. 2007년부터 대학생들에게 학기당 500유로를 받아오던 독일 대학들은 최근 다시 대학 등록금을 폐지하는 추세이며, 프랑스는 국가와 지방자치단체가 대학생들의 등록금을 대부분 지원하고 있어 연간 26만원에서 50만원 정도의 등록금만 학교에 지불하면 된다.
영국은 대학 등록금 상한선을 연간 3290파운드(약 590만원)에서 연간 9000파운드(약 1620만원)로 인상하는 법안을 처리했으나, 대학 등록금 상한선 인상으로 저소득층 학생들이 피해를 받지 않게 하기 위해 대학 등록금 상환 조건을 완화하는 조치도 함께 마련했다. 대한민국보다 유일하게 비싼 등록금을 받고 있는 미국의 경우도 등록금이 저렴한 국공립대 비율이 72%이며, 나머지 사립대들도 대부분의 대학생들이 장학금 혜택을 받고있다. 일례로 사립대 하버드대학의 경우 2008년 신입생 1652명 중 60%가 넘는 999명이 장학금을 받았다. 성적 조건은 없다. 일본의 와세다 대학교는 장학금을 신청하는 학생들의 70%가 혜택을 받고 있으며, 지방의 국공립대는 사립대의 절반수준의 등록금에 노벨상을 받은 교수가 10명이나 될 정도로 경쟁력을 갖추고 있어 서울에 올라와야만 명문대에 갈 수 있는 대한민국과 차이가 있다.
대출제도를 좀더 획기적으로 개선해야 한다는 목소리도 있다. 영국의 경우 대학생들에게 학자금은 물론 생활비까지 대출해주고 있으며, 졸업후 바로 상환하는 것이 아니라, 대한민국돈으로 연봉 3800만원 이상 받을때부터 상환하도록 되어있으며 연봉이 일정수준 이하일 경우에는 이자부담도 거의 없다.
이성호 중앙대 교육학과 교수는 "연구 인력, 교육 인프라스트럭처 등과 같은 대학의 질적 향상을 위한 재정 투입이 우선시돼야 한다"며 "반값 등록금 등 포퓰리즘적 교육정책은 대학 경쟁력을 오히려 악화시킬 것"이라고 주장했다. 조선일보는 한나라당 이주호 의원이 반값 등록금 공약의 원조였다고 말하며, 하지만 당시 민주당이 이를 무책임한 포퓰리즘이라고 비판했었다며 두 정당의 정책변화를 지적했다.
등록금 문제에 대해 박경철은 대한민국 대학교의 정원이 너무 많다며 "극소수 대학의 교세 확장에 대한 탐욕이 전 국민적 고통을 유발하고 있다고 해도 과언이 아니다"고 지적했다. 이어 "그들 가운데 학문에 매진하거나, 연구에 종사할 인력을 제외하면, 사회일반에서 그들이 자신들만의 강한 연대를 구축하고 한국사회를 마음대로 좌지우지하는 거대한 인적 네트워크를 구성하기에는 물리적으로 역부족인 상황이 될 것이다."라면서 정원을 줄이면 등록금 문제와 사교육비 인하에도 도움이 될것이라고 전망했다.
전직 교과부 장관들은 등록금 문제 해결책으로 '실질 등록금 수준 계산', '회계 투명화', '기업 지원 확대', '대학 구조조정', '교육개혁위원회 설치', '대학 적립금 규제 강화', '고등교육 재정 확대', '부실대학 퇴출' 등을 제시했다.
국·공립대 등록금을 무상으로 하자는 주장도 있다. 국·공립대 재학생 모두의 등록금을 무상으로 해줄 경우 1년에 약 1조5600억원이 들게 되고 여기에 고교 의무교육까지 실시할 경우 약 3조8000억원으로 총 합계 매년 5조3600억원 정도면 가능하다는 주장이다. 또한 국공립대 비중을 크게 늘려 자연스레 부실사립대학들의 구조조정을 유도하자는 주장도 있다. 한발 더 나아가 대학 진학률이 과도하게 높아 이를 낮춰야 한다는 분석도 있다. 대한민국의 대학 진학률은 71%로 OECD 국가 평균 56%보다 높으며 미국 64%,독일 36%,일본 48%,영국 57%와 비교해도 가장 높은 수준이다.
대학의 부실재정 문제와 과도한 진학률을 근거로 대학의 구조조정이 선행되어야 한다는 주장이 설득력을 얻고 있다. 자유선진당 박선영 의원은 현재 340개인 대학교를 100개정도 통폐합 해 250개까지 줄여 2030년까지 대학에 입학하는 인원을 현재 62만명에서 2030년 37만명까지 줄여야 한다는 의견을 제시했다. 지방의 국공립대가 부실사립대학교를 흡수하는 방식으로 진행해야 한다는 분석이다. 지방 국립대와 이공계를 집중 지원하는 방식을 통해 대학생들에게 더 큰 혜택이 돌아가도록 해야 한다는 주장이다. 박선영 의원은 "부실 대학 구조조정과 퇴출이 이뤄진 뒤 국 · 공립 대학에 집중적으로 지원해 등록금을 반값이 아니라 3분의 1 수준으로 내려야 한다"라고 말했다.
대학등록금의 인상에는 등록금 서열화가 한몫한다는 분석도 있다. 명문대의 등록금이 오르면, 수도권 대학교가 오르고, 이어서 지방대가 오른다는 것이다. 그리고 법인화를 추진하고 있는 서울대학교가 등록금이 인상되면 전국의 모든 대학교들의 등록금이 상승하게 될 것이라는 우려도 있다.
반면, 대학의 자율권을 보장하고 교육의 질을 높이며 등록금을 인하하기 위해서는 법인화가 필수적이라는 의견도 있다. 실제로 일본의 경우에는 2004년 모든 국공립대가 법인화된 이후 7년간 등록금이 전혀 오르지 않았던 전례가 있다.
또한 대학의 회계장부가 투명하지 못하기 때문에 부실재정문제와 관리감독 소홀 문제가 발생하기 때문에 회계의 투명성 제고를 위한 제도 개선이 필요하다는 지적도 있다. 일부 대학들은 재단과 교비를 분리해 대차대조표와 손익계산서,부속서류 등 회계서류를 거의 공개하지 않는 경우도 있었기 때문이다. 배길수 고려대 경영학과 교수는 "대학은 공공기관인 만큼 회계정보를 자세히 공개해야 한다"고 지적했다. 방학중 계절학기 수업료는 정부의 관리감독 대상에서 제외되어 있어서 계절학기 등록금을 대학들이 마음대로 조정하는 일도 벌어져 이를 개선해야 한다는 지적도 있었다.
등록금을 낮추기 위한 대학의 자구노력 방법들중 하나는 자체 수익사업이 있다. 일례로 미국의 예일대학교는 19억달러 규모의 기금을 마련해 1997년부터 2008년까지는 미국 대학 기금 중 최고인 연평균 16.3%의 수익률을 올린바 있으며, 하버드 대학교의 경우 260억달러의 기금으로 2009년 11%의 수익을 올렸다. 시카고대학교도 2010년 연간 기금 수익률 19%를 기록했고 기금 규모는 55억4000만달러로 늘어났다.
언론들에 대한 비판도 제기됐다. 그동안 반값 등록금 정책을 포퓰리즘이라고 지적해온 조선일보를 포함한 조중동 보수언론들도 한나라당이 정책을 선회한 이후로 등록금 인하 방안에 대해 심층기사를 쏟아내는 등 이전과 전혀 다른 논조를 보여 등록금 정책을 정치적으로만 본다는 지적이 제기됐다.

### 우려
반값등록금 논란과 관련하여 비판 여론으로는 개인과 개인의 이해관계인의 문제를 사회문제화한다는 비판과 또 이를 국가의 세금으로 부담하는 것이 부적절하다는 주장과 복지를 빙자한 공산주의라는 비판이 있다. 시사 격주간지 미래한국에 따르면 대학 등록금 총액을 15조원으로 봤을 때 장학금 3조원을 빼더라도 반값등록금 구현을 위해선 6조원이 필요하고, 소득에 따라 차등지원 한다고 하더라도 4조~5조원의 예산이 소요될 것으로 추정했다. 이를 충당하기 위해서는 국민들로부터 세금을 더 거둬들일 수밖에 없는데, 대학에 진학하지 않는 사람들의 세금이 지원되는 것이 부적절하다는 주장이다. 경제단체는 "대학 진학률이 80%인 상황에 등록금까지 정부가 지원하면 국민세금 부담이 늘뿐 아니라 대졸자가 늘어 취업이 어려워질 것"이라며, 대중의 눈치를 보는 정책의 문제점을 지적했다. 또 고소득을 버는 젊은 사업가나 부유층 자녀들을 볼 때 등록금 마련 문제는 개인의 능력문제라는 의견도 있다. 학자금에 대한 국고 지원의 방향은 공부할 의지가 있지만 생활 여건이 어려운 대학생들을 대상으로 해야 한다는 주장이다. 이러한 주장을 근거로 한나라당에서는 소득하위계층 장학금 지원과 학점 상한선이 제시되기도 했으나 대학생들의 반발로 폐기됐다.
또한 자녀가 이미 대학을 졸업한 경우나, 자녀가 아예 없는 가정의 경우에 대한 형평성의 문제도 제기된다. 또한 재정지원을 다른 복지예산에서 끌어다 쓸 경우 다른 복지정책에 구멍이 뚫리기 때문에 전체적인 복지 예산 증가가 핵심이라는 지적도 있다. 전국의 200여개 4년제 대학들 중에 정원을 채우지 못한 학교가 무려 70곳이나 되는데 대학의 재정지원이 부실대학의 구멍만 막아주는 것 아니냐는 우려도 있으며, '반값 등록금에 쓰일 돈으로 대학에 진학하지 못하는 아이들을 지원하는 것이 사회적 정의를 위해 바람직하지 않겠는가'라는 의견도 있다. 그러나 대학을 나오지 못하면 차별받는 시대적 상황으로 인해 정부의 대학 등록금 지원은 불가피하다는 의견도 있다. 소득과 무관하게 모든 사람들에게 기회가 동등하게 주어야 한다는 주장의 일환이다. 또한 등록금 인하로 인해 가계 부담이 줄면, 저축이 늘고, 소비가 늘고, 결국 생산이 늘어서 세수 역시 증가해 선순환이 이루어진다는 논리이다.
자유기업원은 전영준 한양대 경제금융학부 교수가 내놓은 ‘조세 재정정책 개편의 재정부담 귀착분석’ 보고서를 인용해 올해 24세인 젊은이들이 평생 떠안아야 할 재정부담은 1인당 1억4,306만원이라고 밝혔다. 여기에 연간 6조원의 재원이 필요한 반값등록금 정책을 시행하면 결국 대학생들의 부담이 늘어난다는 우려도 있다.
또한 '반값등록금 정책'이 서민들의 세금을 걷어 대기업에게 돌려주는 묘한 역설적 현상도 발생할 수 있다는 점이 지적됐다. 자녀 학자금을 지원하는 대기업들의 연간 등록금 지원 부담이 대략 2조 정도 되는데, 등록금이 반값이 되면 1조 정도로 줄어서 오히려 대기업들의 부담만 줄어든다는 것이다. 그러나 반론도 있다. 대기업에 종사하지 않는 일반 서민들은 대학등록금에 대해서 아무런 지원을 받지 못하고 있으며 등록금 부담을 고스란히 떠앉고 있는 상황에서 대기업의 배불려준다는 우려는 대의를 호도하는 것이라는 지적이다. 또한 재원 마련방안에 대해서도 충분히 살펴보지 않은 것이라는 지적도 있다. 서민 세금을 더 걷어서 등록금 지원을 해주자는 것이 아니라 부자감세 철회 등을 통해 재원을 마련하는 방안이 검토되고 있기 때문이다.

## 반값등록금 집회
반값 등록금 관련된 집회가 본격적으로 시작된 것은 2011년 4월경부터이다. 2011년 6월 시점까지 최대 수천명에서 만명 이상의 인원이 집회에 참여했다. 노무현 참여정부 시절 매년 물가상승률을 웃도는 등록금 인상률로 인해 대학들에 대한 비판은 많았지만 이에 대해 대규모 반정부 시위가 일어난적은 거의 없었다.
경찰은 도로를 무단 점거하는 등 시민들이 불편이 이어지자 불법 시위로 변질되고 있다며 일부를 연행하였으나, 시위대는 "비폭력 합법 시위"라며 경찰에 맞섰다. 경찰은 서울광장에서 이루어진 집회도 대부분 허용하지 않았다. 하지만 모든 시위를 원천 차단하는 것에 대한 비판도 거세졌다. 현행 헌법에 의하면 집회는 허가제가 아닌 신고제이기 때문이다. 시위에 나온 대학생은 "시민들이 없는 곳에서만 집회를 허가하고 조금이라도 집회지역을 벗어나면 ‘미신고 집회’로 몰아붙이는 것은 이해가 되지 않는다"라고 지적했다.
이처럼 대학생 70여명이 연행되자 경찰과 정부를 규탄하는 집회가 열리기도 했다. 연행된 이들은 이틀 후에 풀려났다. 이들중 일부는 이틀 후에도 계속 남아 유치장 생활을 했다. 이에 대해 민주사회를위한변호사모임 변호사는 “학생이 수배됐다는 사실을 몰랐을 가능성도 있고 사안이 가벼운 데다 대학생이라 도주의 우려가 있다고 보기도 어려운데 잡아둘 합리적 이유가 없다"고 지적했다.
연행문제로 위축된 대학생들은 광화문 등에서 기습 시위를 벌이는 등 다양한 형태로 시위를 진행했다. 그리고 2011년 6월 3일, 광화문 KT 지점 앞에서 700여명이 시위에 참여하면서 규모가 본격적으로 커지기 시작했다. 최초 대학생들만 참여했던 것과 달리 시민들도 참여했다. 이러한 시위에는 김제동과 김여진, 문성근, 권해효 등이 사회를 보거나, 1인시위를 하거나, 일부 가수들이 시위대 앞에서 미니 콘서트를 여는 등 연예인들도 지원했다. 진중권·정재승 등 학계 인사들이 공개 강의를 열기도 했다.
6월 이후로는 각종 시민단체들도 참여하기 시작했다. 한국대학생연합, 청년유니온 등 청년모임들뿐 아니라, '등록금넷'에 참여하고 있는 여러 시민단체, 개혁야권 정당들이 함께 하고 있고, 일부 대학교수도 참여했다. 인천대 신호수 교수는 "요즘 대학생들은 등록금 때문에 술집에 나가는 것이 다반사"라며 "학생들이 주말만이 아닌 평일에도 (술집에) 나가고 수업도 빠지면서 등록금과 생활비를 벌기 위해 아르바이트로 사투를 벌이는 형국"이라면서 대학생들의 현실을 이야기했다.
우석훈 2.1연구소 소장은 "학교재단이 부패하는 등의 문제는 다른 나라에도 다 있었다. 결국 학생들이 일어서고 사회적 목소리가 커지면서 정부가 적극 나서게 된 것"이라며 대학생들의 적극적인 참여를 권했다. 그는 이어 1968년 프랑스 전역을 뒤덮은 고등학생들의 시위로 정부가 대학을 국유화하고 대학서열을 철폐한 '68혁명', 멕시코 국립대학이 북미자유무역협정 추진 과정에서 미국 대학의 진출을 위해 무상교육 체계를 무너뜨리려는 것을 대학생들이 동맹휴학으로 무산시킨 사례 등을 제시한 뒤 "고등학생과 싸워서 이긴 정권은 역사적으로도 없다"고 강조했다. 이한열 열사의 어머니도 "등록금 문제는 학생들뿐만 아니라 우리 모두의 문제입니다. 정부는 반값 등록금 약속을 지켜야 합니다."라며 대학생들에 힘을 실어줬다. 대학생들은 이명박의 반값 등록금 공약을 이행하라며 삭발 시위를 하거나, 이명박을 고발하기도 했다.
이같은 시위가 산발적으로 일어나던 중 6월 4일에는 기말고사 기간임에도 불구하고 최대규모인 경찰추산 1000명, 주최측 추산 2000명이 모이면서 2008년 촛불집회처럼 규모가 커지는 것 아니냐는 전망도 나왔다. 실제로 반값 등록금 집회에 참가한 학생들중 상당수는 2008년 촛불집회때 고등학생의 신분으로 참여했던 사람들이었다. 이날 경찰들은 시위규모보다 훨씬 많은 2,700여명을 배치, 집회 개최를 막았다.
그러나 집회는 사그라들지 않았고 6월 10일 6.10 항쟁을 맞아 주최측 추산 2만명, 경찰추산 5천명이 모이면서 또다시 최대 규모를 갱신했다. 이날 집회에는 민주당 손학규, 민주노동당 이정희, 진보신당 조승수 대표를 비롯한 각계 시민단체들이 참여했다. 이날 손학규는 "이명박 대통령 자신이 밝힌 반값 등록금 공약을 야당까지 나서서 도와준다는데 왜 답이 없냐. 못 들은 척해도 소용없다"라며 이명박의 정책 추진을 주장했다. 최갑수 서울대학교 교수는 "집단 이기주의가 아니고 누구나 삶에서 느끼는 문제를 공통적인 힘으로 만들어냈다는 점에서 새로운 민주주의의 표현방식으로서의 의미가 크다"라며 6월 10일 집회를 평가했다. 일부는 집회 후에도 남아 거리행진을 이어갔으며 자정이 되어 자진해산했다. 한편 한국대학생포럼 윤주진 회장은 정치투쟁, 표퓰리즘으로 얼룩진 반값등록금 피켓을 들고 “반값등록금 문제의 근본적인 사안들을 논하는 것이 우선이지, 이렇게 도로를 점거하여 시민들에 불편을 주는 방법은 옳다고 할 수 없다”며 1인 시위를 열고 등록금 문제 해결을 위한 공개토론을 제의했다.
그러나 정부의 조치중 일부는 비판의 대상이 됐다. 경찰이 아침뉴스에서 도로교통상황을 진행하는 리포터에게 "불법집회"라는 표현을 사용하도록 지시하는 공문을 보내면서 군사정권 시절 보도지침이 부활했다는 비판이 제기됐고, 조현오 경찰청장이 사과하는 일이 벌어지기도 했다. 또한 경찰이 시위 참가 대학생을 연행하면서 여학생의 속옷을 탈의하게 하면서 논란이 일었다. 경찰은 "여학생이 돌출된 행동을 보여 불가피하게 탈의하게 한 것"이라고 말했다. 또한 대학생들이 경찰로부터 욕설 등을 들었다는 진술도 나오면서 이에 대해 인권위가 조사에 착수했다. 경향신문은 사설에서 "대학생들은 물론 부모세대까지 거리로 나서고 있는 이 절박한 상황을 불법과 합법의 잣대로만 판단하려는 경찰의 표피적 인식을 엿보는 것 같아 안타깝고 씁쓸하다"라고 비판했다. 이후 6월 13일 조현오는 "반값 등록금 촛불집회’ 신고를 무조건 금지해온 관행을 재검토하겠다"라고 밝히면서 집회 대응 방침을 선회했다. 7월에는 국정원이 반값 등록금 시민단체를 압수수색하면서 붉은 덧칠을 하려는 의도라며 반발을 불러오기도 했다. 국정원은 '수색 결과 증거물이 없었다'라고 결론을 내렸고 등록금넷은 "구체적 혐의도 없이 마구잡이 압수수색을 한 것은 다른 의도가 있다고 여길 수 밖에 없는 것"이라고 비판했다. 2011년 9월에는 경찰이 반값 등록금 촛불집회에 참여한 대학생을 참고인으로 불렀다가 학생이 이에 응하지 않자 가족들을 찾아가 전화번호를 묻고 경찰서 출석이 의무가 아님에도 "출석해야 한다"며 압박하기도 했다. 민주사회를 위한 변호사 모임의 이광철 변호사는 "피의자는 정당한 이유 없이 출석에 불응하면 체포영장을 발부할 수 있지만 참고인에 대해선 그럴 수 없다. 참고인이 나오지 않는다고 그 가족에게 전화하는 것은 형법상 직권남용으로 볼 수 있다"라고 비판했다. 등록금넷은 "경찰이 반값 등록금 문제로 집회에 참가한 대학생 200여명을 무차별 소환하고 있다”며“경찰은 인권침해, 사생활 침해를 중단해야 한다"라고 말했다.
한편, 촛불집회를 위해 고려대와 서강대, 이화여대, 숙명여대 등 서울시내 4개 사립대 총학생회가 동맹휴업 투표를 진행하였으나 투표율 저조로 무산됐다. 투표기간이 기말고사 기간과 겹쳤고 투표 마감일이 수업이 거의 없는 금요일이었던 점 등이 복합적으로 작용했기 때문이었다. 한편 2011년 7월에는 등록금 시위에 참여한 대학교육연구소 관계자를 검찰과 국정원은 북 노동당 225국 지령 받은 혐의로 국가보안법을 적용해 수사하면서 논란을 빚기도 했다. 검찰은 "홍씨가 반값 등록금 운동과 관련 있는 사람인지도 몰랐다"고 말했으나, 대교연과 등록금넷은 "공안 당국이 반값 등록금 운동에 ‘붉은 덧칠’을 하려는 의도가 명백하다"라며 반발했다.
시위대에 대한 비판도 제기됐다. 일부 보수성향의 대학생들 사이에서는 촛불집회에 정당과 시민단체들이 참여하는 것에 대해 "학내문제를 좌익학생단체 등이 정치이슈로 만들려는 의도를 갖고 있어 동맹휴업에 반발하는 학생들이 있다"라면서 "반정부 정치집회"라고 지적하기도 한다.
보수성향의 인터넷매체 독립신문은 반값 등록금 촛불집회를 주도해온 21세기 한국대학생연합의 횡령 의혹과, 정치권 등에 집회 비용을 요청했다고 의혹을 제기하였다. 횡령 의혹의 내용은 2011년 6월 10일 청계광장에서 열린 집회에서 수천만원의 비용이 소요되었는데, 일부 예산의 처리가 제대로 이루어지지 않았다는 것이다. 예산을 결산하는 과정에서 지급된 적이 없는 연예인 출연료 250만원을 지급한 것으로 처리하였다는 것이다. 하지만 구체적인 정황은 포착되지 않고 있으며, 야당측 관계자들과 한대련은 홈페이지를 통하여 횡령 의혹에 관하여서는 부인을 하였다. 또한 야4당과 시민사회단체가 도와준다고 하여 1천 만원 정도를 사용하였다는 의혹도 제기했다. 이에 대해 정가 관계자는 "당 차원이든 의원 개인차원이든 그런 일은 없는 것으로 알고 있다"고 말했다. 이후 독립신문은 횡령의혹을 제기했던 해당기사를 삭제하였다.
이밖에도 반값등록금 촛불집회를 정치적 목적이 개입된 사전선거운동이라는 지적도 있다. 대전권사립대연합회(이하 대사연)소속 총학생회장 김규홍 한남대 학생회장과 김명현 배재대 학생회장은 “반값등록금은 반드시 실현돼야 하지만 정치적 개입과 학생을 선봉에 세운 과격 시위는 옳지 않다”고 주장했다. 시위대는 해산경고를 하는 경찰을 향해 욕설을 내뱉기도 했다. 김명현 총학생회장은 "대학생들이 거리에 나가 등록금 인하를 외치는 것은 매우 바람직한 것이지만, 그것이 불법시위와 폭력시위로 변질되는 것에 대한 우려와 함께 정치세력들의 잘못된 정보에 놀아 날 수 있다는 우려가 있다"고 지적했다. 대전대 진희성 총학생회장은 자신은 반값등록금 촛불집회에 참석했던 대학생의 한 사람이라며 현재 언론에 비치는 모습은 포장된 한 단면만 보고 있으며 "카메라의 전원이 꺼짐과 동시에 집회에 참가한 사람들의 손에 들려 있던 촛불은 무기로 바뀌고, 학생들의 입에선 정치색이 짙은 단어가 난무하며 경찰들과 대립하는 모습을 보여주고 있다"고 말했다. 이들은 비리·부실 대학에 대한 구조조정 필요성을 강조한 데 이어 정부가 강력한 의지를 갖고 등록금 관련 정책을 제시해야 한다고 주장했다.
2011년 기준으로 반값등록금 관련 법안이 지지부진한 상황에서 한대련은 '반값등록금을 넘어 반값생활비 투쟁을 벌이겠다"고 발표했다. 이들은 2011년 8월 31일 대학생반값생활비운동본부를 결성하고 등록금 뿐 아니라 월세값, 사교육비, 실습비, 교재비 등에 대해서도 반값을 주장했다. 높은 생활비가 단순한 경제적 부담 뿐 아니라 건강권, 인간관계, 학습권까지 침해한다는 것이 주장의 근거다. 실제로 이들은 지방의회에 교통비 할인 등 조례 제정을 촉구하는 운동을 벌일 예정이다.

## 여론조사
민주당 원혜영 의원과 참여연대가 9일 공개한 여론조사 결과에 따르면, 반값 등록금 정책에 대해 응답자의 53.6%가 ‘무조건 찬성’, 36.1%가 ‘조건부 찬성’이라고 답해 89.7%가 찬성하는 것으로 조사됐다.

## 같이 보기
- 대한민국의 대학 등록금 현황